# NOR-WAY Bussekspress

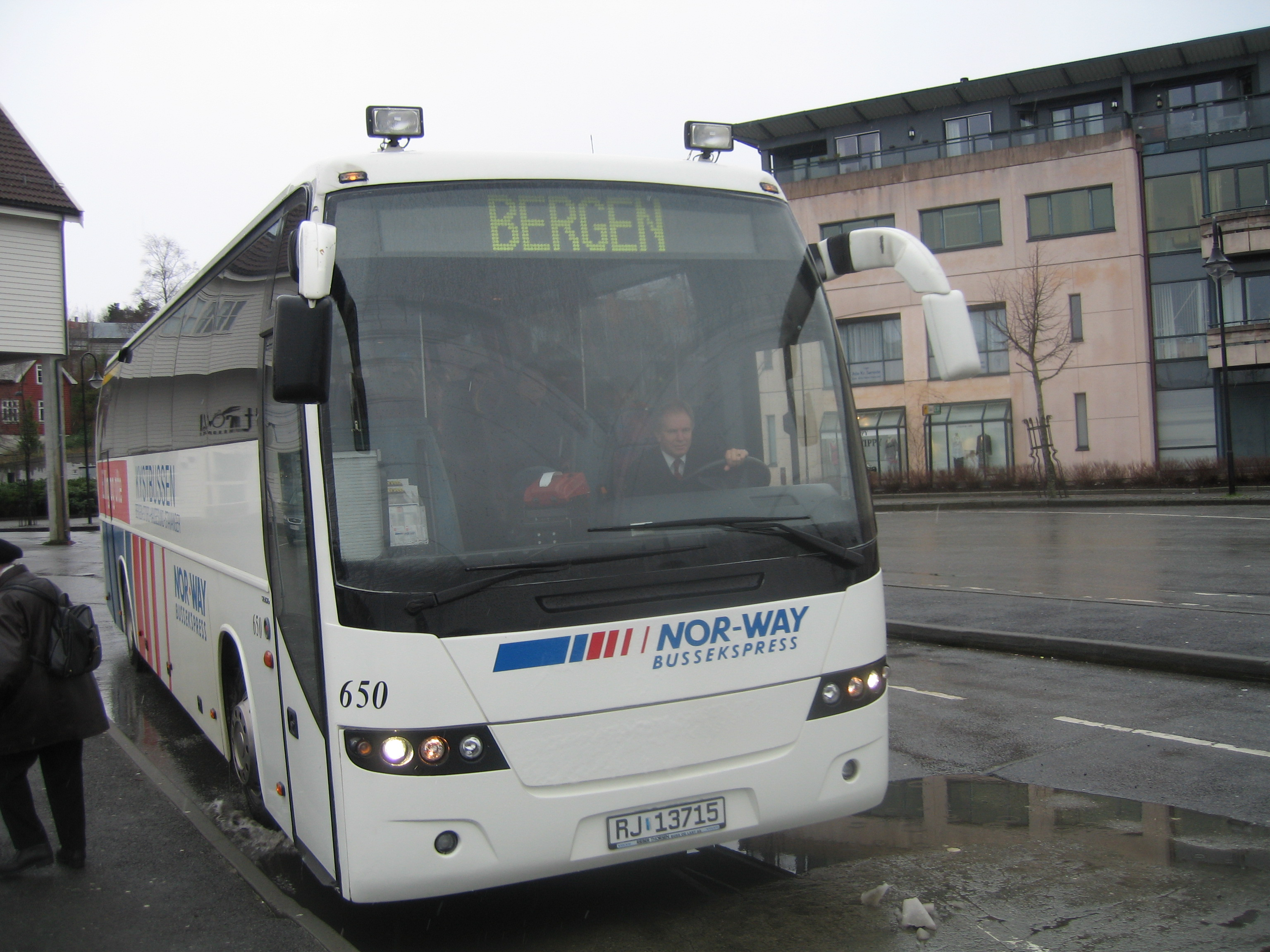
Egy, a tengerpart vidékén közlekedő NOR-WAY busz

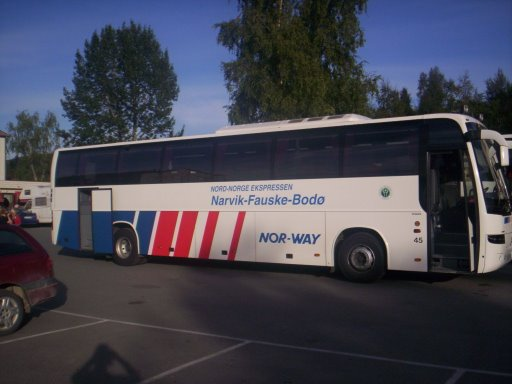
A Fauske és Narvik között közlekedő busz

A NOR-WAY Bussekspress egy norvég busztársaság, mely Észak- és Dél-Norvégiában működteti buszait, külön-külön foglalkozva a két régióval. A déli társaság a Mandal és Namsos városa közötti területen működik, az északi Bodø és az Északi-fok vagy Honningsvåg között járatja buszait. A társaság azokon a helyeken nyújtja közlekedési szolgáltatásait, ahol nem jár vonat, és néhány vonalon együtt is működik a vasúttársaságokkal. Néhány útvonal, ahol a buszok járnak, festőiek, mint pl. a Sogne-fjord vidékén, vagy Rogalandon, Sogn og Fjordane megye vagy Møre og Romsdal megye területén, van olyan is, hogy kompokkal kell átkelni egyes szakaszok között. A cégnek vannak nemzetközi járatai is, Stavanger és Hamburg között, Oslo és Göteborg, valamint Malmö között, és onnan tovább Varsó és Krakkó felé.
A társaság nem egymaga üzemelteti az összes járatát. A társasághoz tartozik a Finnmark Fylkesrederi, a Firda Billag, a Fjord1, a Gauldal Billag, a Hallingdal Billag, a Helgelandske, a JVB Eiendom, a Nettbuss, a Norgesbuss, az Ofotens Bilruter, az Ottadalen Billag, a Saltens Bilruter, a Setesdal Bilrute, a Sporveisbussene, a Sørlandsruta, a Telemark Bilruter, a Tide, a Tinn Billag, a TIRB, a Torghatten Trafikkselskap, a Federation of Norwegian Transport Companies, a TrønderBilene, a Veolia Transport Norway, a Veøy Billag és a Østerdal Billag.

## Külső hivatkozások
- NOR-WAY.no
- Úttervező Archiválva 2010. február 22-i dátummal a Wayback Machine-ben
- Norvégia utazás.lap.hu - linkgyűjtemény